# Trypeticus obeliscus
Trypeticus obeliscus är en skalbaggsart som beskrevs av Lewis 1891. Trypeticus obeliscus ingår i släktet Trypeticus och familjen stumpbaggar. Inga underarter finns listade i Catalogue of Life.